# Ichthyophaga
Az Ichthyophaga a madarak osztályának a vágómadár-alakúak (Accipitriformes) rendjébe és a vágómadárfélék (Accipitridae) családjába tartozó nem.

## Rendszerezés
A nembe az alábbi 2 faj tartozik:
- barnafarkú vízisas (Ichthyophaga humilis)
- szalagos vízisas (Ichthyophaga ichthyaetus)